# 世界末日 (異世奇人)
〈世界末日〉（英語：The End of the World）是英國電視劇《異世奇人》系列1的第2集，於2005年4月2日。本劇的編劇為拉塞爾·T·戴維斯，尤若斯·林恩負責執導。演員方面，則有飾演博士的基斯杜化·艾克斯頓和扮演羅斯·泰勒的比莉·派佩，以及為卡珊德拉配音的佐伊·沃納梅克。
本集稱述博士帶泰勒登上5億年後的太空站—平台1號，以見證地球被太陽燒成焦土的一刻。然而，平台1號的其中一名賓客、最後的人類卡珊德拉卻欲意破壞太空站，從而獲利。最終，博士成功阻止其陰謀。同時，《異世奇人》一些常見的角色，如保依臉（Face of Boe）等也在本集首次出場。
劇集在首播時英國共有797萬人觀看，影評人給予的評價也偏向正面。

## 劇情
博士通過TARDIS帶搭檔羅斯·泰勒來到5.5/蘋果/26年，即5億年後的世界。二人登上一首名為平台1號的太空站。博士對泰勒解釋他們即將會見證到太陽把地球燒成焦土的一刻，而隨之來到的嘉賓也是在宇宙中的最顯赫的權貴。之後，在平台1號管事的介紹下，眾外星人紛紛登場，其中包括了全身漆黑的Meme、只有臉部的保依臉、很胖的Moxx of Balhoon、長得像顆樹般的Forest of Cheem以及號稱為最後的人類，但只得一面皮膚的卡珊德拉。這些賓客表示儘管地球人全都移居到各個球星，但見證地球滅亡一刻仍不失為一件值得一看的事。另一方面，出於好奇，泰勒離開博士身邊，到太空站的各處參觀。
之後，為表友善及和平，眾賓客和管事交換了禮物。其中，Meme交給各人的是一個金屬球。可是，金屬球在眾人不為意的情況下開啟，一些像蜘蛛段的機械從中冒出，並四出破壞平台1號的零件和裝置。此時，博士和管事意識到太空站出了問題。但這已為時已晚，蜘蛛機械開啟了太空站的陽光過濾器，強烈的熱力和輻射一瞬間燒死管事。同時，泰勒被蜘蛛機械困在一房間，博士雖然勉強穩定平台1號，但仍未能把泰勒救出。
對於平台1號突然出現問題，博士認為是其中一名賓客的所為。於是，他把蜘蛛機械改裝，以找出事故的幕後黑手。機械最初走向Meme身邊，但這全身漆黑的外星原來只是傀儡，真兇為卡珊德拉。後者承認責任，並解釋她早前為平台1號買下巨額保險，受益人正是她自己。因此，當這太空站發生意外時，她就能從中獲利以支付其整形手術的開支。在說明一切後，卡珊德拉利用瞬間轉移的方法逃離太空站。
此時，平台1號又再失常，陽光過濾器時而開啟時而關閉，幾名的賓客從而被陽光殺死。博士隨即想起泰勒的安危，故聯同樹人Forest of Cheem到太空站的機房，以開啟其自動操作系統。然而，該處數個在高速轉動的渦輪阻著去路，唯一能暫能它轉動的方法是把手把拉下。可是，手把的溫度因太空站失控而變得奇高。雖然如此，Forest of Cheem仍毅然拉下手把。未幾，博士越過路障，並開啟了自動系統，最終令太空站回復正常，也救回了泰勒。然而，當博士回頭一看時，Forest of Cheem已被燒成炭。
隨後，博士利用卡珊德拉遺下的轉移器把後者帶回平台1號。卡珊德拉不久後因太空站的餘溫而熱得乾涸，爆裂而死。最後，博士和泰勒回到21世紀的倫敦，一起去吃薯條。

### 前後鏈接
在劇他開始時，博士曾向泰勒解釋TARDIS設有心靈感應的功能，故此，她和外星人能夠彼此溝通。這個概念首見於《異世奇人》第14季的第1集。當時，博士稱這功能是「時間領主賜與的禮物」。而在系列6的第7集中，博士更稱TARDIS能遠距離的得悉人們在想什麼後加以翻譯。
另外，劇中出現的角色，包括保依臉和Moxx of Balhoon均與系列1的主題—「惡狼」有關連。每當有「惡狼」的情節時，上述其中一個的角色也會出現。而值得一提的是，在這集中已死的卡珊德拉因腦部得到保留而在系列2的首集中復活，並計劃向博士和泰勒復仇，但未能成功。

## 製作
拉塞爾·T·戴維斯在訪問中指編寫〈世界末日〉是為了說明復活版《異世奇人》的方向。至於設計出卡珊德拉的靈感是源於女性名人對美的過度追求，他曾表示﹕「這些瘦得像根柴的女人看起來很恐怖」。此外，他又刻意安排平台1號的賓客都是最顯赫的權貴。戴維斯還特意使用冷開場為本集的開端，這是系列1中首次利用這種開場方式。他解釋這樣做是為了緊扣本系列的第1集。
這集大部份發生在平台1號的情節也是拍攝於威爾士的國家健康與和平會堂，時間為2004年10月期間.。另一方面，劇集中的角色卡珊德拉是由電腦繪出。由於她繪畫起來相當繁複性，有見及此，劇組決定精簡一些關於她的劇情。為了填補情節，戴維斯增加了泰勒和太空站員工魯法（Ruffalo）談天的劇情，這幕在2005年2月19日補拍。此外，本集共使用了203個視覺效果鏡頭，先後更用了8個星期製作。故此，戴維斯笑言這集是成本最昂高的《異世奇人》。
劇組本來也打算通過電腦技巧繪出Moxx of Balhoon，但後來得悉這是一個很胖的角色時，他們決定找來真人演出。於是，此角最終由英國侏儒演員傑米·偉爾扮演。他需要穿上由橡膠製造的戲服。為了穿上這東西，他用了3個小時。至於樹人Forest of Cheem，劇組原計劃替演員化個樹皮段的妝，但最後改像垂枝樺似的。
在劇集的中段，卡珊德拉曾拿出一台名為iPod的自動點唱機作為送給各賓客的禮物。這台點唱機先後通過黑膠唱片播出了英國1980年代流行樂隊Soft Cell的〈Tainted Love〉和美國女歌手布蘭妮·斯皮爾斯的〈中你的毒}〉。為播放這幕，劇組特意製作了單曲黑膠唱片版的〈中你的毒〉。

## 發行和反響
《世界末日》於2005年4月2日晚上在英國BBC One首播。初步的收視報告指，英國當晚共有730萬人收看這集。在隨後發報的調查中，收看人數增加至797萬。《異世奇人》系列1的DVD也收錄了這集，並在2005年8月1日上市，它的再版則在同年11月21日發行。

### 專業評價
劇集取得偏向正面的評價。《Now Playing》雜誌的布魯堡給了A-的分數，他讚揚基斯杜化·艾克斯頓和比莉．派佩的演出為這集生色不少，唯美中不足的是節奏控制得不夠好。《SFX》指這集是出色的，劇中卡珊德拉部署的謀殺情節精彩，而當中出現的外星人又讓觀眾想起舊版的《異世奇人》。在《誰是博士》（Who Is the Doctor）一書中，影評家格雷姆．伯克稱這集是「有趣的」，並對博士和泰勒漸漸建立感情聯繫的情節安排感到滿意。同時，伯克又認為卡珊德拉的出現令劇集變得更成功。該書的另一名作者羅拔則對艾克斯頓的演技表示讚賞。不過，伯克和羅拔也一致覺得劇終時博士和泰勒在大街上的一幕是沒有意思而且「愚蠢的」。2013年，《廣播時報》的帕特里克．穆爾肯恩形客這集是大膽、坎普風（Camp）且感性的。娛樂報紙《影音俱樂部》則給了B+，筆者維基斯認為這集使人認識到復活版的《異世奇人》。

## 資料來源
1. 1 2  . BBC.   [2012-03-27]. （原始内容存档于2021-01-25）.
2. ↑  . BBC.   [2006-12-01]. （原始内容存档于2012-02-05）.
3. 1 2 3 4 5 6  . . 第1系列. 第2集. 2005-04-02. BBC. BBC Three.
4. ↑  Nazzaro, Joe. . Sci Fi Wire. 2006-03-14  [2006-12-01]. （原始内容存档于2006-06-13）.
5. 1 2 3  . BBC.   [2010-05-30]. （原始内容存档于2018-11-26）.
6. ↑  Lyons, Beverley. . Daily Record. 2005-03-10  [2013-12-08]. （原始内容存档于2017-10-19）.
7. ↑  Burk and Smith? p. 11
8. ↑  Plunkett, John. . The Guardian. 2005-04-04  [2012-03-29]. （原始内容存档于2009-03-07）.
9. ↑  Russell, Gary. . London: BBC Books. 2006: 139. ISBN 978-0-563-48649-7.
10. ↑  Blumburg, Arnold T. . Now Playing. 2005-04-06  [2013-01-21]. （原始内容存档于2005-09-01）.
11. ↑  . SFX. 2005-04-02  [2012-04-15]. （原始内容存档于2006-04-17）.
12. 1 2  Burk and Smith? p. 11-12
13. ↑  Burk and Smith p. 12-13
14. ↑  Burk and Smith? p. 10
15. ↑  Mulkern, Patrick. . 2013-02-05  [20132-18]. （原始内容存档于2013-06-05）.
16. ↑  Wilkins, Alasdair. . The A.V. Club. 2013-11-24  [2013-11-29]. （原始内容存档于2014-01-22）.